# 郝建秀

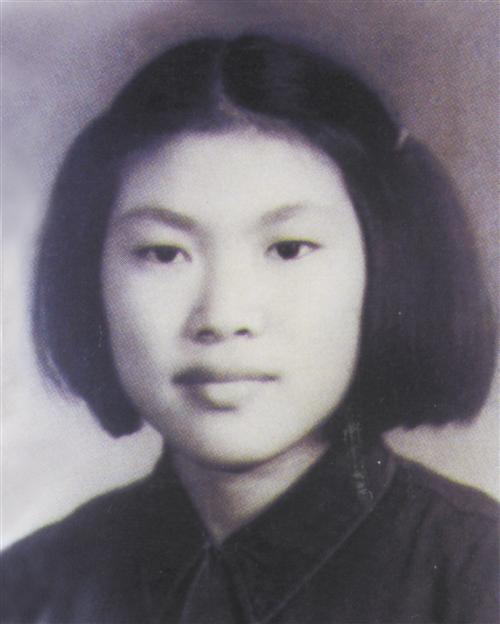
郝建秀

郝建秀（1935年11月—），山东青岛人，中国共产黨、中华人民共和国政治人物，原副国级领导人。原华东纺织工学院纺织工程系毕业，研究员级高级工程师。曾是纺织工人，在工作中独创了一套细纱工作法，被评为全国纺织工业系统劳动模范；后受到中共培养，转而从政。1954年5月加入中国共产党，是中共第十一至第十五届中央委员会委员，第十二届中央书记处候补书记（后增选为中央书记处书记）。曾任中国人民政治协商会议第十届全国委员会副主席，中华人民共和国纺织工业部部长，全国妇联副主席等职。

## 生平

### 工人出身

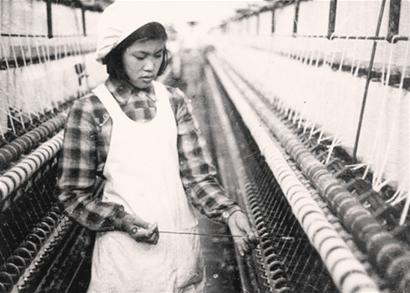
工作中的郝建秀

郝建秀1935年冬，出生於青岛市崂山地区夏庄郝家营村（现城阳区夏庄街道郝家营社区）。中华人民共和国建国后，15岁的她考入“青岛第六棉纺织厂”当学徒工；在三个月期满后，成为正式细纱甲班值车工。仅读过四年小学的郝建秀，在实际工作中不断的摸索，逐渐的探索出一套能够减少断头、白花（机器纺出来的不是纱，仍是棉花）的细纱操作方法；极大地提高了生产效率。
在获得“中国纺织工会全国委员会”主席陈少敏等人的支持下，1951年8月，纺织工业部和全国纺织工会在青岛联合召开了细纱职工代表会议，决定将“郝建秀细纱工作法”被正式命名为“郝建秀工作法”，并在全国进行推广，还成立了学习班；从而使当时涌现出了一大批纺织行业的模范人物，如赵梦桃、裔式娟、章瑞英、翟兰香等。
1952年5月，在全国纺织劳模大会上，郝建秀被授予“劳动模范”称号；她所在的原青岛第六棉纺织厂细纱车间甲班第七生产小组也被命名为“郝建秀小组”。1954年9月，她出席全国人大第一次会议讨论宪法草案，期间并发言。

### 中共培养

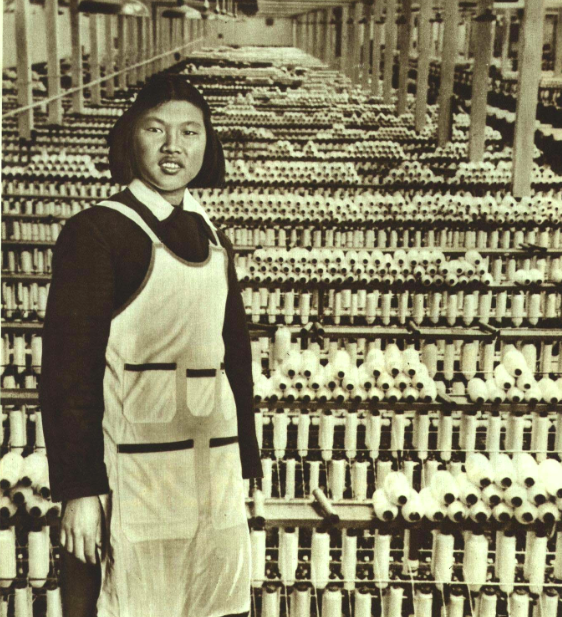
1951年的郝建秀

由于工作的突出表现，自1954年中共开始重点培养郝建秀；在吸收她成为党员后，还把安排她参加中国人民大学速成中学的学习；1958年毕业后，又被派到华东纺织工学院（今东华大学）纺织工程系棉织专业继续深造。
1962年本科毕业后，郝建秀回到了青岛国棉六厂。这次，她不再是细纱车间的女工了，而是工程师室的技术员。即使在后来的“文化大革命”中，郝建秀也都因为“劳动模范”的身份，被结合进地方党政机构中。她曾历任青岛国棉八厂副厂长、革委会主任、党的核心小组组长；中共青岛市委副书记、青岛市革委会副主任、市总工会主任；中共山东省委常委、山东省总工会副主任、省妇联主任等职。

### 进入中央
“文革”结束后，1977年，郝建秀上调中央，出任纺织工业部副部长，全国妇联副主席；1981年，升任纺织工业部部长；第二年，在中共十二届一中全会上，当选中央书记处候补书记，成为了黨和国家领导人。1985年9月，在十二届五中全会上，又被增补为中央书记处书记。
1987年，随着胡耀邦的下台，中央人事调整；郝建秀转任国家计划委员会副主任（正部长级）；1998年3月出任改组后的国家发展计划委员会副主任（正部长级）；2001年卸任行政职务后，被增补为第九届全国政协常委。2003年3月，在全国政协十届一次会议上，郝建秀当选为第十届全国政协副主席；十五年正部长任职后，又回到了“党和国家领导人”行列。2008年3月，届满离职。